# Rajella sadowskii
Espèce
Statut de conservation UICN

 DD  : Données insuffisantes
Rajella sadowskii est une raie qui se rencontre dans le Pacifique au large du Chili et dans l'Atlantique au large du Brésil.